# Starless and Bible Black
Starless and Bible Black is een album van de progressieve rockband King Crimson. Het werd in maart 1974 uitgebracht door EG Records. Het album bereikte de 64ste positie in de Billboard 200.

## Composities
| 1.                 | The Great Deceiver       | 4:02  |
| 2.                 | Lament                   | 4:05  |
| 3.                 | We'll Let You Know       | 3:41  |
| 4.                 | The Night Watch          | 4:39  |
| 5.                 | Trio                     | 5:39  |
| 6.                 | The Mincer               | 4:08  |
| 7.                 | Starless and Bible Black | 9:10  |
| 8.                 | Fracture                 | 11:12 |
| Totale duur: 46:49 |                          |       |

## Bezetting
- Robert Fripp - gitaar, mellotron, 'devices'
- John Wetton - basgitaar, zang
- Bill Bruford - drums, percussie
- David Cross - viool, altviool, keyboard[2]